# 哈斯代·克雷斯卡斯
哈斯代·本·亚伯拉罕·克雷斯卡斯（加泰隆尼亞語：[həzˈðaj ˈβeɲ ʒuˈða ˈkɾeskəs]; 1340年生于巴塞罗那—1410/1411年逝于萨拉戈萨）是一位西班牙犹太人哲学家，以及著名的哈拉卡主义者（犹太法教师）。他与迈蒙尼德（“Rambam”）、吉尔松尼德（“Ralbag”）和约瑟夫·阿尔博一样，被称为犹太教哲学理性主义方法的主要实践者之一。

## 生平

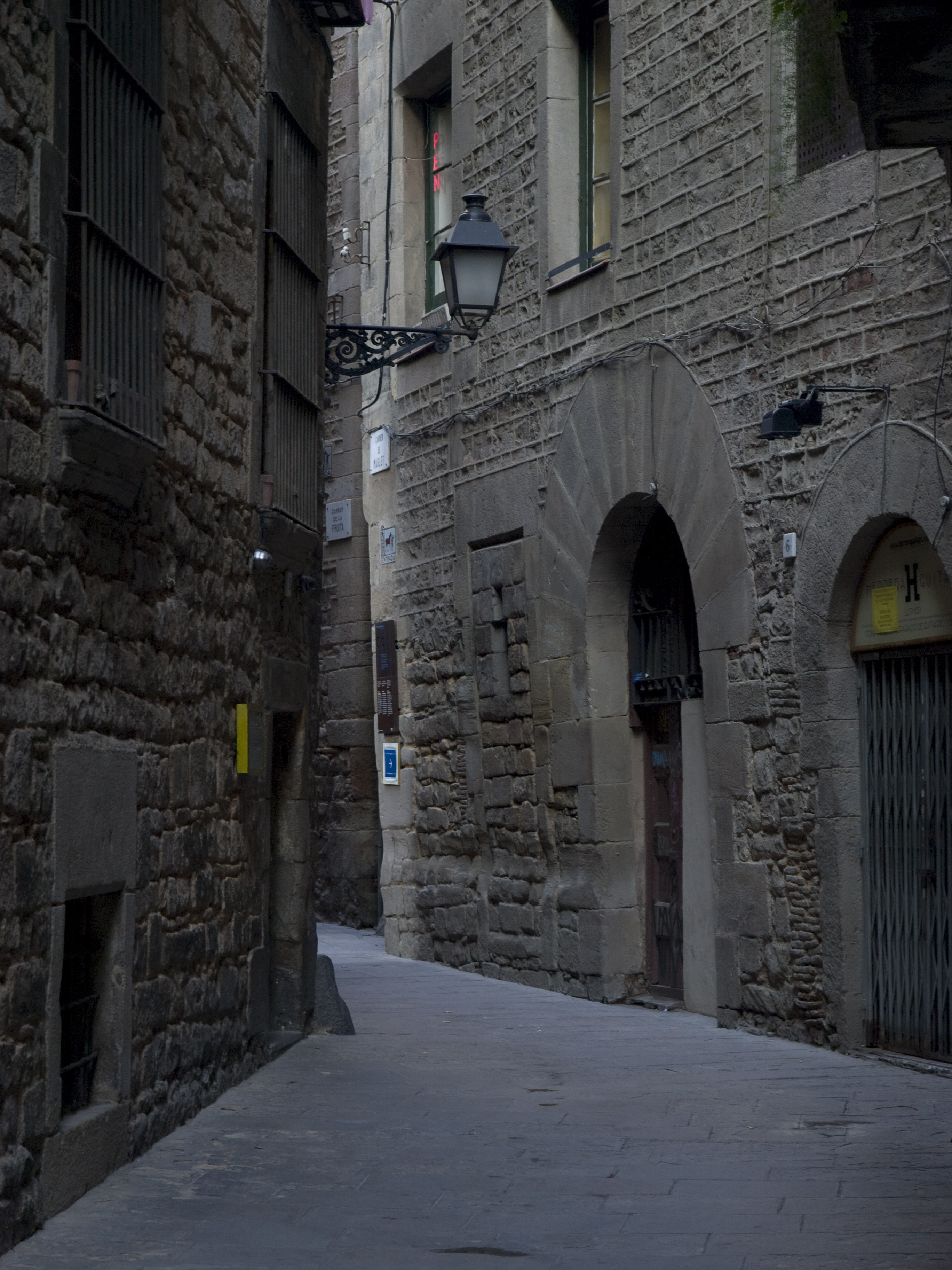
位于巴塞罗那旧犹太区的卡雷尔·马莱特（Carrer Marlet），是克雷斯卡斯的出生地。左侧是古代犹太会堂。

哈斯代·克雷斯卡斯出身于一个学者家庭。他是塔木德派哈斯代·本·犹大·克雷斯卡斯（Hasdai ben Judah Crescas）的孙子，也是塔木德派和哲学家赫罗纳的尼西姆（被称为RaN）的弟子。他追随老师的脚步，成为了塔木德权威和独创性哲学家。因对巴鲁赫·斯宾诺莎的深刻影响，他被认为是现代思想史上的重要人物。
离开巴塞罗那之后，他在阿拉贡担任皇冠拉比的行政职务。作为一名教师，他似乎很活跃。在他的同学和朋友中，以回应而闻名的艾萨克·本·谢谢特（被称为RIBaSH）较为突出。约瑟夫·阿尔博是他的学生中最著名的，但至少还有两人获得了认可：萨拉戈萨的拉比马塔蒂亚斯（Rabbi Mattathias）和拉比撒迦利亚·哈莱维（Rabbi Zechariah ha-Levi）。
克雷斯卡斯是一个有钱人。因此，1393年，他被阿拉贡国王胡安一世指定为其叔叔维塔利斯·阿兹代（Vitalis Azday）遗嘱的唯一执行人。尽管他甚至受到非犹太人杰出人士的高度尊敬，但他并没有逃脱其同道教徒的共同命运。1378年，他因被诬陷亵渎圣体而与其老师一起入狱，他因自己是犹太人而遭到个人羞辱。在巴塞罗那的1391年大屠杀中，在当时的反犹太教迫害的背景下，他唯一的儿子为自己的信仰而殉道。尽管如此，他仍保持着自己的信念。
尽管承受着丧亲之痛，他的精神力量却没有被削弱；因为其成名作就是在那可怕的时期之后写成的。1401—1402年，他应纳瓦拉国王的要求，去潘普洛纳拜访了约瑟夫·奥拉布埃纳（Joseph Orabuena），国王为他支付了前往纳瓦拉各个城镇的旅费。他当时被描述为“萨拉戈萨的拉夫”（Rav of Saragossa）。

## 作品
他关于犹太法律的著作没有流传下来，如果他确实写过的话。但他简洁的哲学著作《主之光》已经成为犹太教对中世纪亚里士多德主义的经典驳斥，也是16世纪科学革命的先驱。
他有三部著作被保存下来：
1. 他的主要作品是《主之光》。
2. 《对基督教主要教义的阐述和驳斥》（An exposition and refutation of the main doctrines of Christianity）这篇论文，于1398年用加泰罗尼亚语写成。加泰罗尼亚语的原文版已失传；但约瑟夫·伊本·谢姆-托夫（英语：Joseph ibn Shem-Tov）的希伯来语译本被保留下来，标题为《对基督徒基本原则的反驳》（Refutation of the Cardinal Principles of the Christians）。该作品是应西班牙贵族的邀请而创作的。克雷斯卡斯写的实际上是一篇关于犹太教的辩护论文，其目的是阐述犹太人坚守其祖先信仰的原因。
3. 他写给阿维尼翁会众的信，作为《Shevet Yehudah》（犹大支派）维纳版本的附录出版，他在其中讲述了1391年的迫害事件。

## 作品列表

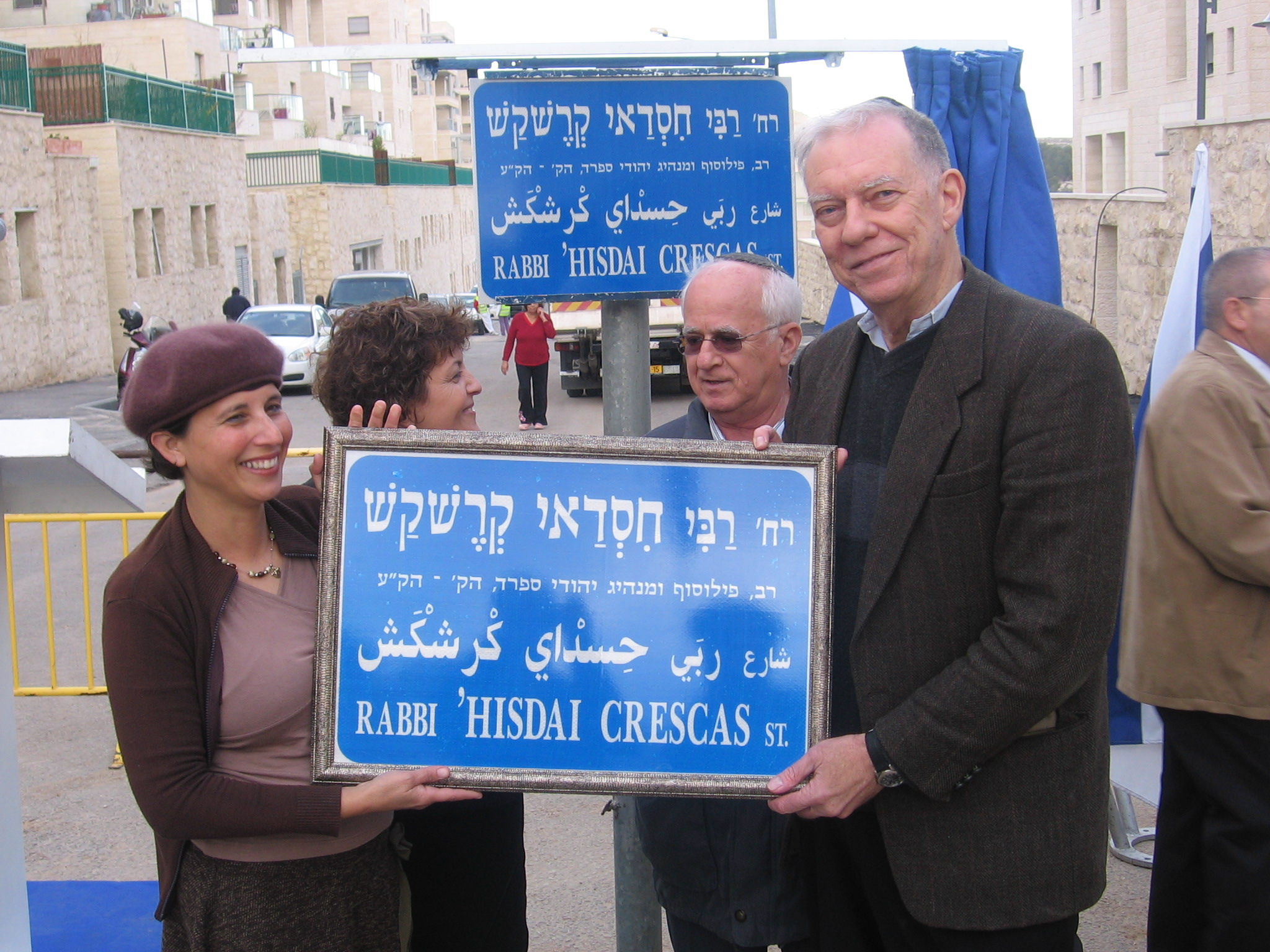
2011年1月，耶路撒冷克雷斯卡斯街开街。右侧前方：沃伦·泽夫·哈维（Warren Zeev Harvey）教授

- 《主之光》（希伯来语：Or Adonai或Or Hashem）
- 《基督教原则的反驳》（The Refutation of the Christian Principles，论战和一些哲学）
  - 丹尼尔·J·拉斯克（英语：Daniel J. Lasker）. . 奥尔巴尼. 1992. ISBN 0-7914-0965-1.
  - Carlos del Valle Rodríguez. . 马德里. 2000. ISBN 84-88324-12-X （西班牙语）.
- 《逾越节布道》（Passover Sermon，宗教哲学和一些哈拉卡）

## 扩展阅读
- 哈里·奥斯特林·沃尔夫森（英语：Harry Austryn Wolfson）.  [克雷斯卡斯对亚里士多德的批判]. 坎布里奇: 哈佛大学出版社. 1929 （英语）.
- Warren Zev Harvey.  [哈斯代·克雷斯卡斯的物理学和形而上学]. 阿姆斯特丹: Amsterdam Studies in Jewish Thought, J.C. Gieben. 1998 （英语）.
- Warren Zev Harvey.  [犹太民族的伟大精神和创造力：拉比哈斯代·克雷斯卡斯]. 耶路撒冷: Mercaz, Zalman Shazar. 2010 （希伯来语）.